# Durenque (Giffou)
Die Durenque ist ein kleiner Fluss in Frankreich, der im Département Aveyron in der Region Okzitanien verläuft. Sie entspringt im Gemeindegebiet von Durenque, entwässert generell Richtung Südwest und mündet nach rund 17 Kilometern an der Gemeindegrenze von La Selve und Réquista als rechter Nebenfluss in den Giffou.

## Orte am Fluss
(Reihenfolge in Fließrichtung)
- Crassous, Gemeinde Durenque
- Durenque
- La Camazie Basse, Gemeinde Durenque
- Le Tayrac, Gemeinde Réquista
- Le Mas Regord, Gemeinde La Selve